# 莎拉·德努特
莎拉·德努特（Sarah De Nutte，1992年11月21日—）暱稱是晴天（Sunny），是盧森堡職業乒乓球運動員。她與倪夏蓮的女雙最高世界排名為第3（2022年6月），兩人曾搭檔獲得2021年世界乒乓球錦標賽女子雙打季軍，德努特也成爲1995年以來第一位在世界乒乓球錦標賽女子雙打比賽獲得獎牌的歐洲本土選手。她也因在乒乓球的卓越表现被授予櫟樹王冠勳章。德努特目前效力于TT Saint-Quentin。她是右撇子，打球時採用的是橫握式。